# Bánh ít

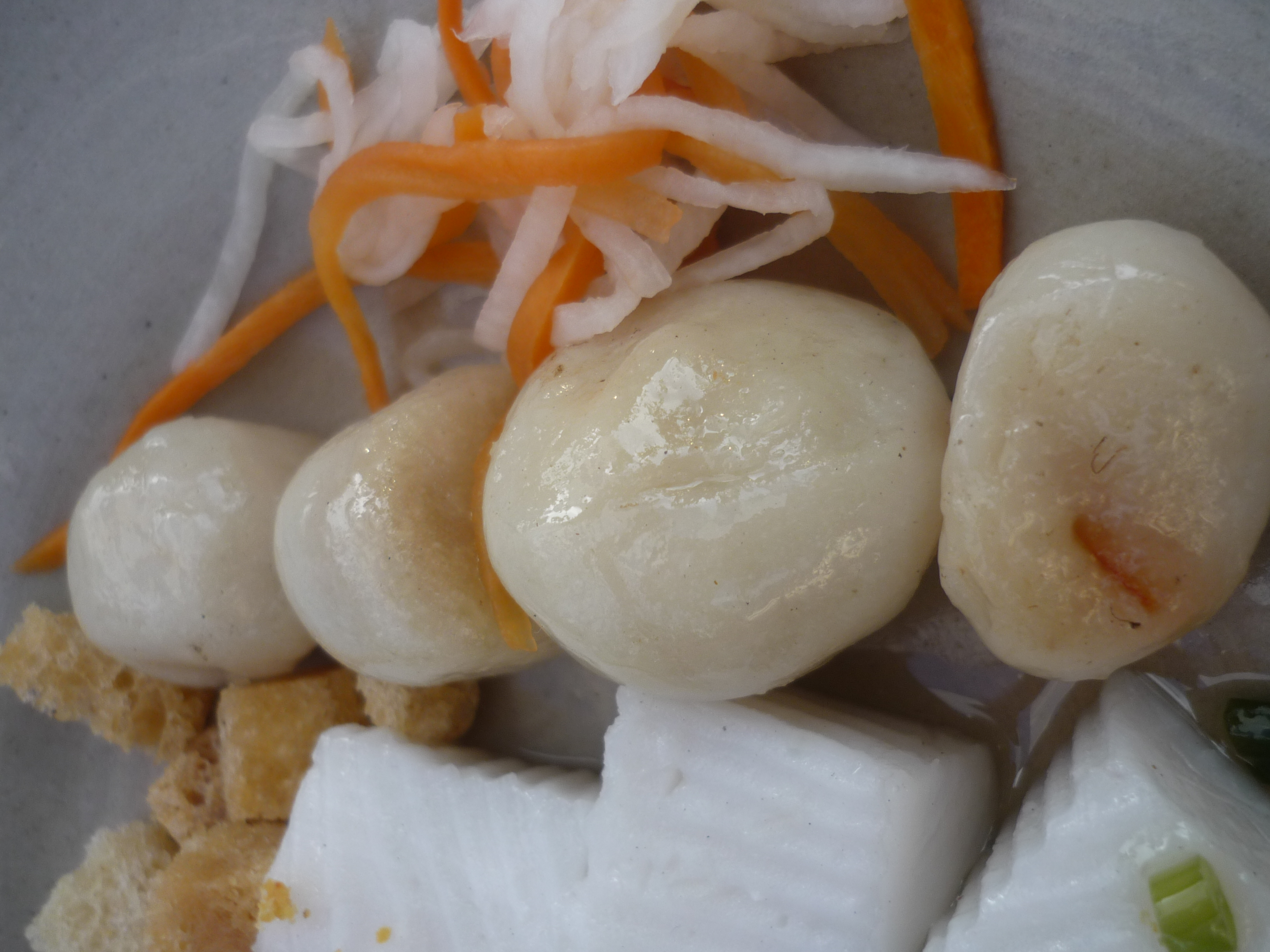
Bánh ít trần

Bánh ít hay bánh ích  là một loại bánh phổ biến ở Việt Nam, được làm từ bột nếp và đậu xanh với phương pháp hấp cách thủy. Nhân bánh được xào chín trước khi gói cẩn thận bằng lá chuối tươi hoặc khô và có thể có nhiều hình dáng khác nhau tùy theo cách gói của người làm bánh. Nhân bánh có thể là nhân mặn hoặc nhân ngọt. Bánh được sử dụng phổ biến để đồ cúng trong những ngày Giỗ, Tết hay làm quà quê.

## Đặc điểm
Nguyên liệu chính làm tạo nên hương vị bánh gồm đường, đậu xanh, bột nếp và lá gai. Nguyên liệu phụ là dừa già, đậu phộng rang, dầu ăn. Gạo nếp và lá gai xay nhuyễn trộn lại và đánh đều lên cùng với đường tạo thành phần thịt bánh. Nhân bánh có thể được làm từ đậu xanh, đậu đen hay cơm dừa nạo nấu chín với đường (bánh ít ngọt), đôi khi người ta dùng tôm xào với thịt để làm nhân (bánh ít mặn). Bánh được gói bằng lá chuối tươi (Miền Trung) hoặc lá chuối khô (Miền Bắc).
Ngoài ra còn có Bánh ít dừa được làm từ bột năng (bột sắn tinh), đậu xanh, đường và dừa già (Gần giống với bánh phu thê ở Bình Định nhưng cách gói khác nhau). Bánh trong suốt có thể nhìn thấy được nhân bánh. Bánh được làm đòi hỏi sự công phu nhiều hơn các loại bánh ít khác.
Kích thước trung bình không lớn, bánh không béo, nhưng đây là một loại bánh có năng lượng cao, do được làm từ bột nếp và lượng dầu mỡ khá nhiều sử dụng khi nhào bột, xào nhân. Bánh ít nhân ngọt có thêm năng lượng từ đường, bánh ít nhân mặn năng lượng thường cao hơn do được ăn thêm với mỡ hành, nước mắm...
Trung bình mỗi cái bánh ít cung cấp trên dưới 150 kcal, trong đó có khoảng 40% năng lượng từ đường chất béo. Dù năng lượng cao, nhưng thành phần vitamin, chất khoáng, chất xơ của bánh lại không nhiều, không đủ những chất cần cho quá trình chuyển hóa nguồn năng lượng đó.